# 平田栞莉
平田 栞莉（ひらた しおり、2月25日 - ）は、日本の声優、ナレーター。東京都出身。東京俳優生活協同組合所属。

## 出演

### テレビ
- ヨルタモリ（フジテレビ） - 番組内VTR

### 舞台
- BLACK ROOM
- 或る小説家の憂鬱

### ラジオ
- SCHOOL OF LOCK! ラジオドラマ 君恋物語（TOKYO FM）

### アナウンス
- 東京地下鉄（東京メトロ） 新型駅自動放送 - 各路線のA線担当
- 埼玉高速鉄道線 新型駅自動放送 - 浦和美園方面担当